# ユルゲン・オーフェンス
ユルゲン・オーフェンス（Jürgen Ovens、1623年 - 1678年12月9日）は、ドイツ（シュレースヴィヒ公国）生まれの画家である。アムステルダムやシュレースヴィヒ＝ホルシュタインなどで働いた。肖像画や歴史画を描いた。

## 略歴
現在のドイツ、シュレースヴィヒ＝ホルシュタイン州（当時はシュレースヴィヒ公国）のテンニング(Tönning)の裕福な商人の息子に生まれた。1638年頃、アムステルダムに移り、絵の修行を始めた。18世紀初めに画家の伝記を出版したアルノルト・ホウブラーケンはオーフェンスはレンブラント・ファン・レイン(1606-1669)の弟子であったとしているがそれを裏付ける書類などは見つかっていない。北ドイツ出身でレンブラントの工房で働いた肖像画が得意な画家のホーファールト・フリンク(1615-1660)とともに画商のヘンドリク・ファン・オイレンブルフ(Hendrick van Uylenburgh)のために働き、平戸の商館長やオランダ領東インド総督などを務めた商人ヤックス・スペックスとその妻の肖像画も残している。
1651年までアムステルダムで活動した後、おそらくシュレースヴィヒ＝ホルシュタイン＝ゴットルプ公のフレゼリク3世の要請によって、シュレースヴィヒ＝ホルシュタインに戻った。宮廷画家の称号は与えられなかったが税金の免除などの特権を与えられてフレゼリク3世とその妻の肖像画などを描いた。
1652年にシュレースヴィヒ＝ホルシュタインのフリードリヒシュタット(Friedrichstadt (Sleeswijk-Holstein))で結婚し、持参金を出した義理の父親はフリードリヒシュタットに住むことを求めた。
1654年に数週間、ストックホルムを訪れ、スウェーデン王、カール10世とフレゼリク3世の娘ヘートヴィヒとの結婚式の絵を描いた。
1656年にヘンドリク・ファン・オイレンブルフを訪ねた後、おそらくデンマーク戦争（北方戦争）が始まったために、1657年にアムステルダムに再び移った。画家組合も規則が厳しくなっていたので、アムステルダムで仕事をするために1657年にアムステルダムの市民権を得た。
シュレースヴィヒ＝ホルシュタイン＝ゴットルプ公を継いだクリスチャン・アルブレクトに要請されて、1663年に、シュレースヴィヒ＝ホルシュタインのフリードリヒシュタットに戻った。かつて得ていた特権や報酬を再び与えられて、公爵の家族の肖像画や歴史画を描いた。その後もしばしばアムステルダムに滞在したが、フリードリヒシュタットで没した。

## 作品

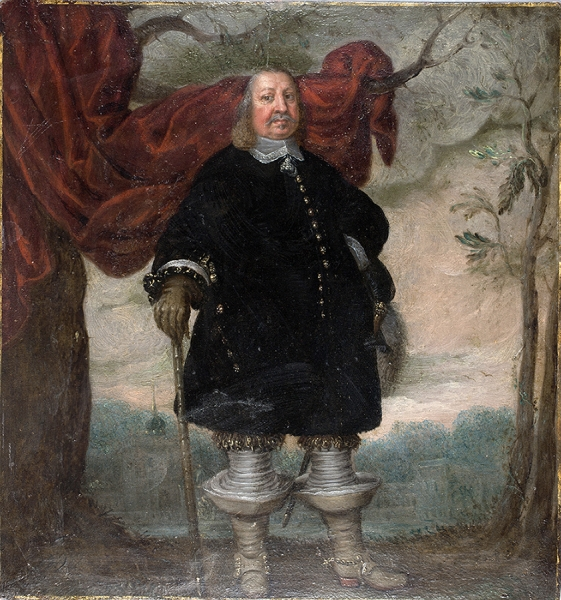
フレゼリク3世(c.1650)
スウェーデン王妃ヘートヴィヒの寓意画 (1654) スウェーデン国立美術館
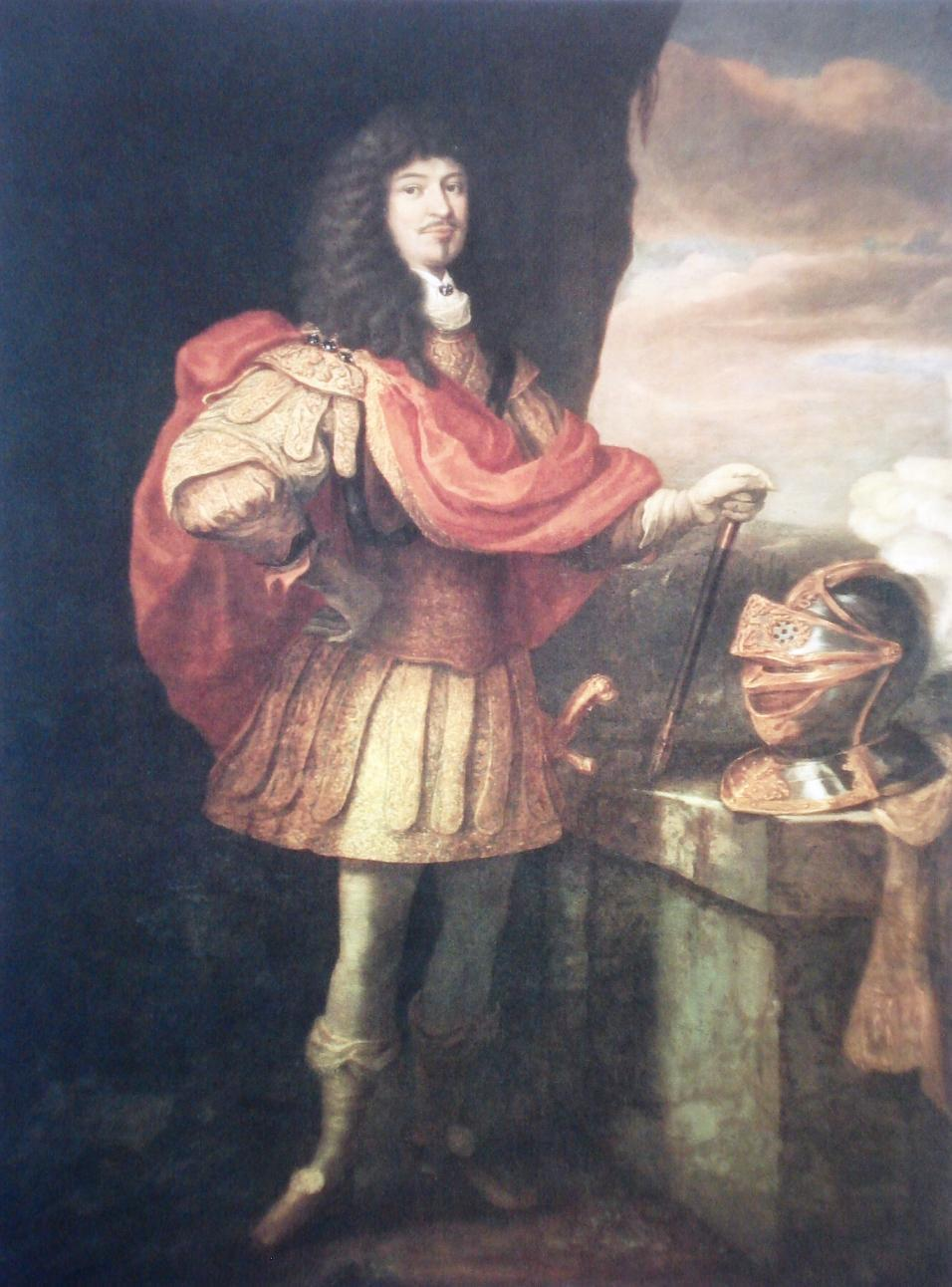
クリスチャン・アルブレクト
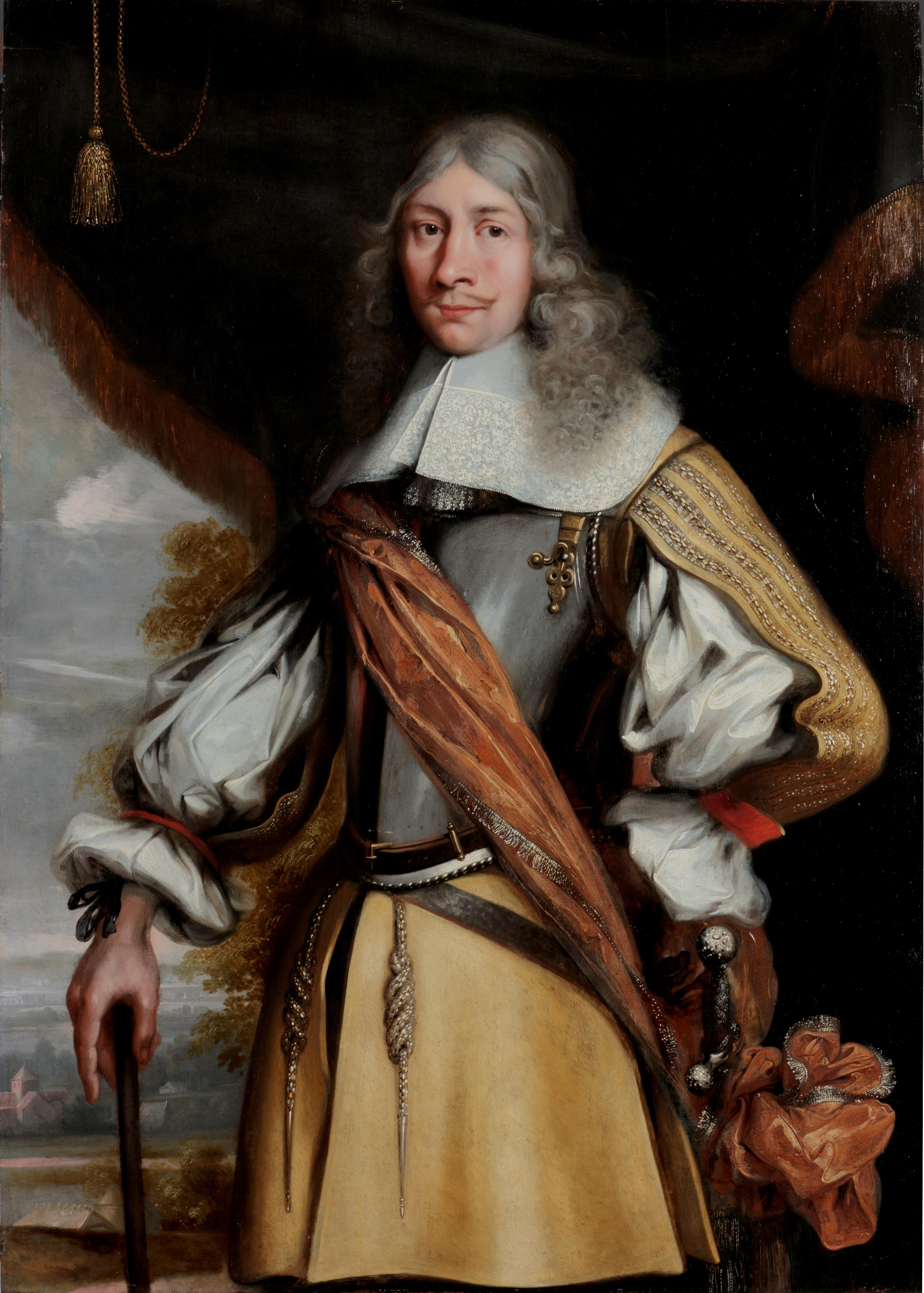
Rijcklof van Goens-オランダ領東インド総督